# Neoregostoma spinipenne
Neoregostoma spinipenne är en skalbaggsart som först beskrevs av Fuchs 1961.  Neoregostoma spinipenne ingår i släktet Neoregostoma och familjen långhorningar. Inga underarter finns listade i Catalogue of Life.